# Prins Jørgens March
Prins Jørgens March (engelsk: The Prince of Denmark's March, ofte kaldet Trumpet Voluntary) er et musikstykke skrevet omkring 1699 af Jeremiah Clarke, den første organist i den nye St Paul's Cathedral.
Værket blev skrevet til ære for Prins Jørgen af Danmark, gift med prinsesse, senere dronning Anne af England.
I mange år var stykket tilskrevet hans ældre og mere kendte samtidige Henry Purcell, som var organist ved Westminster Abbey. Tilskrivningen stammer fra et arrangement for orgel udgivet i 1870'erne af Dr. William Spark, by-organist i Leeds. Det blev senere brugt i Henry Woods velkendte arrangement for trompet, strygeorkester og orgel.
Den ældst kendte kilde stammer fra en samling af tangentstykker fra 1700. En samtidig udgave for blæseinstrumenter har også overlevet.
Marchen er vældig populær ved bryllupsarrangementer; den blev spillet under vielsen af lady Diana Spencer og Prins Charles i St Paul's Cathedral. Den blev ofte spillet af BBC under Anden Verdenskrig, særligt når udsendelserne var rettet mod det besatte Danmark.
En lille del af melodien kan høres i afslutningen af Chumbawamba sangen: Tubthumping og i fade-outet af Beatles-sangene: All You Need Is Love og It's All Too Much. Den var også en af de sytten klassiske stykker musik, som blev brugt i lead tracket til Hooked on Classics projektet i 1981.
Melodien blev spillet til Eurovision Song Contest 2010.